# Comuna de Lwówek
Lwówek (polaco: Gmina Lwówek) é uma gminy (comuna) na Polónia, na voivodia de Grande Polónia e no condado de Nowotomyski. A sede do condado é a cidade de Lwówek.
De acordo com os censos de 2004, a comuna tem 9136 habitantes, com uma densidade 49,8 hab/km².

## Área
Estende-se por uma área de 183,5 km², incluindo:
- área agricola: 73%
- área florestal: 19%

## Demografia
Dados de 30 de Junho 2004:
|                      | Total   | Total | Mulheres | Mulheres | Homens  | Homens |
| -------------------- | ------- | ----- | -------- | -------- | ------- | ------ |
|                      | pessoas | %     | pessoas  | %        | pessoas | %      |
| População            | 9136    | 100   | 4616     | 50,5     | 4520    | 49,5   |
| Densidade (pop./km²) | 49,8    | 100   | 25,2     | 25,2     | 24,6    | 24,6   |

De acordo com dados de 2002, o rendimento médio per capita ascendia a 1425,47 zł.

## Comunas vizinhas
- Duszniki, Kuślin, Kwilcz, Miedzichowo, Międzychód, Nowy Tomyśl, Pniewy